# Xã Freeburg, Quận St. Clair, Illinois
Xã Freeburg (tiếng Anh: Freeburg Township) là một xã thuộc quận St. Clair, tiểu bang Illinois, Hoa Kỳ. Năm 2010, dân số của xã này là 5.109 người.